# Fernando Pinto (empresario)
Fernando Abs da Cruz Souza Pinto (Porto Alegre, Rio Grande do Sul, Brasil, 12 de junio de 1949) es un empresario e ingeniero brasileño, actual director ejecutivo de TAP Portugal desde octubre de 2000.

## Biografía
Fernando Pinto fue presidente y CEO de la aerolínea brasileña Varig entre 1996 y 2000.
Fernando Pinto es licenciado en Ingeniería Mecánica por la Universidad Federal de Río de Janeiro. Tiene estudios posteriores en administración de empresas y diversas especializaciones técnicas en aeronáutica. Para su proyecto de graduación, presentó un prototipo del primer aerodeslizador hecho en Brasil, aplicando conceptos tecnológicos originados en Inglaterra.
Es piloto privado, fundador de la primera fábrica de aviones ligeros en Brasil (Microleve Com. e Ind. Ltda.) y es también el presidente de la AEA - Asociación de Aerolíneas Europeas. Está casado y tiene dos hijos.